# Prix de la National Cartoonists Society
Des prix de la National Cartoonists Society sont remis dans diverses catégories, en plus du prix Reuben. Ces prix sont remis au printemps en récompense de travaux parus l'année précédente.
Les années indiquées dans cet article sont par cohérence avec les autres articles de l'encyclopédie celles de la remise des prix, bien que le site de la NCS utilise dans ses listes l'année de publication des travaux récompensés.

## Prix sectoriels

### Prix du comic book
Nommé « Comic Book Award » en anglais, ce prix est décerné depuis 1957. De 1971 à 1983, les comic book humoristiques (« Humor », « H  » dans la slite) et non humoristiques (« Story », « S » dans la liste) ont été distingués. En 1990 et 1991, la catégorie a été fusionnée avec celle de l'« illustration de magazine et livre ». Depuis 2010, un prix est consacré aux « romans graphiques ». Jusqu'aux années 1980, il a parfois servi à récompenser des assistants d'auteurs de comic strip connus qui travaillaient principalement ou sporadiquement pour l'industrie du comic book.
- 1957 : Jerry Robinson
- 1958 : Wallace Wood
- 1959 : Carmine Infantino et Steve Douglas
- 1960 : Wallace Wood (2e fois)
- 1961 : Bob Oksner
- 1962 : Bob Oksner (2e fois)
- 1963 : Bob Gustafson
- 1964 : Frank Thorne
- 1965 : Paul Fung, Jr.
- 1966 : Wallace Wood (3e fois)
- 1967 : Al Williamson
- 1968-70 : Will Eisner
- 1971 (H) : Henry Boltinoff
- 1971 (S) : Tom Gill
- 1972 (H) : Bob Gustafson 2e fois)
- 1972 (S) : Gil Kane
- 1973 (H) : Bob Gustafson (3e fois)
- 1973 (S) : Gil Kane (2e fois)
- 1974 (H) :  Sergio Aragonés
- 1974 (S) : Frank Springer
- 1975 (H) :  Sergio Aragonés (2e fois)
- 1975 (S) : Joe Kubert
- 1976 (H) : Hy Eisman
- 1976 (S) : Gil Kane (3e fois)
- 1977 (H) :  Sergio Aragonés (3e fois)
- 1977 (S) : Tex Blaisdell
- 1978 (H) : David Pascal
- 1978 (S) : Frank Springer (2e fois)
- 1979 (H) : Frank Johnson
- 1979 (S) : Alden McWilliams
- 1980 (H) : Al Jaffee
- 1980 (S) : Will Eisner (4e fois)
- 1981 (H) : Paul Fung, Jr. (2e fois)
- 1981 (S) : Joe Kubert (2e fois)
- 1982 (H) : George Wildman
- 1982 (S) : Frank Springer 3e fois)
- 1983 : Bob Gustafson (4e fois)
- 1984 : Hy Eisman (2e fois)
- 1985 : Kurt Schaffenberger
- 1986 : Dick Ayers
- 1987 :  Sergio Aragonés (4e fois)
- 1988-89 : Will Eisner (5e et 6e fois)
- 1992 : Frank Miller
- 1993 : Todd McFarlane
- 1994 : Mark Chiarello
- 1995 : Dan Jurgens
- 1996-97 : Jeff Smith, pour Bone
- 1998 : Don Perlin
- 1999 : Alex Ross, pour Superman: Paix sur terre
- 2000 : Chris Ware, pour Acme Novelty Library
- 2001 : Dan DeCarlo, pour Betty and Veronica
- 2002 : Frank Cho, pour Psycho Park
- 2003 : Stan Sakai, pour Usagi Yojimbo
- 2004 : Terry Moore, pour Strangers in Paradise
- 2005 :  Darwyn Cooke, pour La Nouvelle Frontière
- 2006 : Paul Chadwick, pour Concrete: The Human Dilemma
- 2007 : Gene Luen Yang, pour American Born Chinese
- 2008 : Shaun Tan, pour Là où vont nos pères
- 2009 :  Cyril Pedrosa, pour Trois Ombres
- 2010 : Paul Pope
- 2011 : Jill Thompson, pour Bêtes de somme
- 2012 : J. H. Williams III, pour Batwoman
- 2013 : Bernie Wrightson, pour Frankenstein Alive, Alive! (en)
- 2014 :  Sergio Aragonés (5e fois), pour Sergio Aragonés Funnies
- 2015 : Jason Latour, pour Southern Bastards
- 2016 : Ben Caldwell, pour Prez
- 2017 : Max Sarin et Liz Fleming, pour Giant Days
- 2018 :  Sana Takeda, pour Monstress
- 2019 : Greg Smallwood, pour Vampironica (en)
- 2020 : Stan Sakai, pour Usagi Yojimbo
- 2021 : David Petersen, pour Légendes de la garde
- 2022 : Ben Bender
- 2023 : Jay Stephens, pour Dwellings

### Prix du dessin humoristique (magazine)
Nommé « Magazine Gag Cartoons Award » en anglais, ce prix est décerné depuis 1957 à un dessin humoristique publié dans un magazine.
- 1957 : Chon Day
- 1958 : John Gallagher
- 1959 : Eldon Dedini
- 1960 : Vahan Shirvanian
- 1962 : Eldon Dedini (2e fois)
- 1963 : Chon Day (2e fois)
- 1964 : Jack Tippit
- 1965 : Eldon Dedini (3e fois)
- 1966 : Orlando Busino
- 1967 : Jack Tippit (2e fois)
- 1968-69 : Orlando Busino (2e et 3e fois)
- 1970 : George Wolfe
- 1971 : Chon Day (3e fois)
- 1972 : John Gallagher (2e fois)
- 1973 : Don Orehek
- 1974 : George Wolfe (2e fois)
- 1975 : Mischa Richter
- 1976-77 : George Wolfe (3e et 4e fois)
- 1978 : Bill Hoest
- 1979 : Henry Martin
- 1980 : Jack Markow
- 1981 : Charles Saxon
- 1982 : Bo Brown
- 1983 : Don Orehek (2e fois)
- 1984 :  Sergio Aragonés
- 1985-6 : Don Orehek (3e et 4e fois)
- 1987-8 : Charles Saxon (2e et 3e fois)
- 1989 : Eldon Dedini (4e fois)
- 1992-3 : Arnie Levin
- 1994 : George Booth
- 1995 : John Reiner
- 1996 : Lee Lorenz
- 1997 : Glenn McCoy
- 1998 : Mark Tonra
- 1999 : Charles Barsotti
- 2000 : Rick Stromoski
- 2001 : Kim Warp
- 2002 : Jerry King
- 2003-04 : Glenn McCoy (2e et 3e fois)
- 2005 : Robert Weber
- 2006 : Glenn McCoy (4e fois)
- 2007 : Drew Dernavitch
- 2008-09 : Mort Gerberg
- 2010 : Glenn McCoy (5e fois)
- 2011 : Gary McCoy
- 2012 : Zach Kanin
- 2013 : Roz Chast
- 2014 : Matt Diffee
- 2015 : Liza Donnelly
- 2016 : David Sipress
- 2017 : Will McPhail, pour son travail dans The New Yorker
- 2018 : Pat Byrnes (en)
- 2019 : Joe Dator

### Prix du dessin de presse
Nommé « Editorial Cartoons Award » en anglais, ce prix est décerné depuis 1957.
| Année         | Auteur récompensé | Journal                           |
| ------------- | ----------------- | --------------------------------- |
| 1957          | Bill Crawford     | Newark News                       |
| 1958          | Bill Crawford     | Newark News                       |
| Herbert Block | Washington Post   |                                   |
| 1959          | Bill Crawford     | Newark News                       |
| 1960          | Bill Mauldin      | St. Louis Post-Dispatch           |
| 1961          | Herbert Block     | Washington Post                   |
| 1962          | Karl Hubenthal    | Los Angeles Examiner              |
| 1963          | John Fischetti    | New York Herald Tribune           |
| 1964          | John Fischetti    | New York Herald Tribune           |
| 1965          | John Fischetti    | New York Herald Tribune           |
| 1966          | John Fischetti    | New York Herald Tribune           |
| 1967          | Bill Crawford     | Syndication                       |
| 1968          | Karl Hubenthal    | Los Angeles Herald-Examiner       |
| 1969          | Warren King       | New York Daily News               |
| 1970          | Blaine            | Hamilton Spectator                |
| 1971          | Karl Hubenthal    | Los Angeles Herald-Examiner       |
| 1972          | Pat Oliphant      | Denver Post                       |
| 1973          | Dick Hodgins, Jr. |                                   |
| 1974          | Pat Oliphant      | Denver Post                       |
| 1975          | Pat Oliphant      | Denver Post                       |
| 1976          | John Pierotti     | New York Post                     |
| 1977          | Dick Hodgins, Jr. |                                   |
| 1978          | Jeff MacNelly     | Richmond News Leader              |
| 1979          | Paul Szep         | Boston Globe                      |
| 1980          | Frank Evers       | New York Daily News               |
| 1981          | Larry Wright      | Detroit News                      |
| 1982          | Etta Hulme        | Fort Worth Star-Telegram          |
| 1983          | Mike Peters       | Dayton Daily News                 |
| 1984          | Mike Peters       | Dayton Daily News                 |
| 1985          | Pat Oliphant      | Syndication                       |
| 1985          | Larry Wright      | Detroit News                      |
| 1986          | Don Wright        | Miami News                        |
| 1987          | Jim Borgman       | Cincinnati Enquirer               |
| 1988          | Jim Borgman       | Cincinnati Enquirer               |
| 1989          | Jim Borgman       | Cincinnati Enquirer               |
| 1990          | Pat Oliphant      | Syndication                       |
| 1991          | Pat Oliphant      | Syndication                       |
| 1992          | Pat Oliphant      | Syndication                       |
| 1993          | Jim Morin         | Miami Herald                      |
| 1994          | Bill Schorr       | Syndication                       |
| 1995          | Jim Borgman       | Cincinnati Enquirer               |
| 1996          | Chip Bok          | Akron Beacon Journal              |
| 1997          | Bill Day          | Syndication                       |
| 1998          | Glenn McCoy       | Belleville News-Democrat          |
| 1999          | Etta Hulme        | Fort Worth Star-Telegram          |
| 2000          | Chip Bok          | Akron Beacon Journal              |
| 2001          | Jerry Holbert     | Boston Herald                     |
| 2002          | Mike Luckovich    | Atlanta Journal-Constitution      |
| 2003          | Clay Bennett      | Christian Science Monitor         |
| 2004          | Tom Toles (en)    | Washington Post                   |
| 2005          | Jeff Parker       | Florida Today                     |
| 2006          | Jim Borgman       | Cincinnati Enquirer               |
| 2007          | Michael Ramirez   | Investor's Business Daily         |
| 2008          | Bill Schorr       |                                   |
| 2009          | Michael Ramirez   |                                   |
| 2010          | John Sherffius    | Syndication                       |
| 2011          | Gary Varvel       |                                   |
| 2012          | Michael Ramirez   |                                   |
| 2013          | Jen Sorensen      |                                   |
| 2014          | Michael Ramirez   |                                   |
| 2015          | Michael Ramirez   |                                   |
| 2016          | Ann Telnaes       |                                   |
| 2017          | Mike Luckovich    |                                   |
| 2018          | Clay Bennett      | Chattanooga Times Free Press (en) |
| 2019          | Rob Rogers        |                                   |

### Prix du dessin humoristique (journal)
Nommé « Newspaper Panel Award » en anglais, ce prix est décerné depuis 1957. En 1990 et 1991, il a brièvement été fusionné avec le prix du comic strip.
| Année | Auteur récompensé      | Œuvre distingué              |
| ----- | ---------------------- | ---------------------------- |
| 1957  | George Lichty          | Grin and Bear It             |
| 1958  | Jimmy Hatlo            | They'll Do It Every Time     |
| 1959  | Bob Barnes             | The Better Half              |
| 1960  | Jimmy Hatlo            | They'll Do It Every Time     |
| 1961  | George Lichty (2efois) | Grin and Bear It (2efois)    |
| 1962  | George Clark           | The Neighbors                |
| 1963  | George Lichty          | Grin and Bear It             |
| 1964  | Jerry Robinson         | Still Life                   |
| 1965  | George Lichty          | Grin and Bear It             |
| 1966  | Jim Berry              | Berry's World                |
| 1967  | Jim Berry              | Berry's World                |
| 1968  | Bil Keane              | The Family Circus            |
| 1969  | Bob Dunn               | They'll Do It Every Time     |
| 1970  | Bob Dunn               | They'll Do It Every Time     |
| 1971  | Jack Tippit            | Amy                          |
| 1972  | Bil Keane              | The Family Circus            |
| 1973  | Jim Berry              | Berry's World                |
| 1974  | Bil Keane              | The Family Circus            |
| 1975  | Bil Keane              | The Family Circus            |
| 1976  | Bill Hoest             | The Lockhorns                |
| 1977  | Paul Frehm             | Ripley's Believe It or Not!' |
| 1978  | Ted Key                | Hazel                        |
| 1979  | Brad Anderson          | Marmaduke                    |
| 1980  | Bob Dunn               | They'll Do It Every Time     |
| 1980  | Al Scaduto             | They'll Do It Every Time     |
| 1981  | Bill Hoest             | The Lockhorns                |
| 1982  | Henry Boltinoff        | Stoker the Broker            |
| 1983  | Jim Unger              | Herman                       |
| 1984  | Bob Thaves             | Frank and Ernest             |
| 1985  | Bob Thaves             | Frank and Ernest             |
| 1986  | Gary Larson            | The Far Side                 |
| 1987  | Bob Thaves             | Frank and Ernest             |
| 1988  | Jim Unger              | Herman                       |
| 1989  | Gary Larson            | The Far Side                 |
| 1992  | Al Scaduto             | They'll Do It Every Time     |
| 1993  | Don Addis              | Bent Offerings               |
| 1994  | Bill Rechin            | Out of Bounds                |
| 1995  | Dave Coverly           | Speed Bump                   |
| 1996  | Wiley Miller           | Non Sequitur                 |
| 1997  | Wiley Miller           | Non Sequitur                 |
| 1998  | David Gantz            | Gantz Glances                |
| 1999  | Wiley Miller           | Non Sequitur                 |
| 2000  | Dan Piraro             | Bizarro                      |
| 2001  | Dan Piraro             | Bizarro                      |
| 2002  | Dan Piraro             | Bizarro                      |
| 2003  | Dave Coverly           | Speed Bump                   |
| 2004  | Jerry Van Amerongen    | Ballard Street               |
| 2005  | Marcus Hamilton        | Denis la Malice              |
| 2006  | Jerry Van Amerongen    | Ballard Street               |
| 2007  | Hilary B. Price        | Rhymes with Orange           |
| 2008  | Chad Carpenter         | Tundra                       |
| 2009  | Mark Parisi            | Off the mark                 |
| 2010  | Hilary B. Price        | Rhymes with Orange           |
| 2011  | Glenn McCoy            | Flying McCoys                |
| 2012  | Mark Parisi            | Off The Mark                 |
| 2013  | Hilary B. Price        | Rhymes with Orange           |
| 2014  | Dave Coverly           | Speed Bump                   |
| 2015  | Hilary B. Price        | Rhymes with Orange           |
| 2016  | Dan Piraro             | Bizarro                      |
| 2017  | Nick Galifianakis      | Nick & Zuzu                  |
| 2018  | Mark Parisi            | Off the mark                 |
| 2019  | Dave Blazek            | Loose Parts (en)             |
| 2020  | Dave Blazek            | Loose Parts (en)             |
| 2021  | Mark Parisi            | Off the mark                 |
| 2022  | Dave Coverly           | Speed Bump                   |
| 2023  | Dave Blazek            | Loose Parts                  |
| 2024  | Wayno                  | Bizarro                      |

### Prix de la publicité et de l'illustration
Nommé « Advertising and Illustration Award » en anglais, ce prix a été instauré en 1957 pour récompenser tout type d'illustration, publicitaire ou non. De 1977 à 1982, publicités et illustrations non publicitaires ont été séparées une première fois. De 1982 à 1985, le prix est revenu à sa formule originale, avant d'être de nouveau scindé, cette fois définitivement, en 1986.
- 1957 : Harry Devlin
- 1958 : Russell Patterson
- 1959 : Carl Rose
- 1960 : Ronald Searle
- 1961 : Noel Sickles
- 1962 : Eric Gurney
- 1963 (ex æquo) : Harry Devlin (2e fois)
- 1963 (ex æquo) : Noel Sickles (2e fois)
- 1964 : Harry Devlin (3e fois)
- 1965 : Dick Hodgins, Jr.
- 1966 : Ronald Searle (2e fois)
- 1967 : Dick Hodgins, Jr. (2e fois)
- 1968 : Roy Doty
- 1969 : Dave Pascal
- 1970 : Ronald Michaud
- 1971 : Roy Doty (2e fois)
- 1972 : Eric Gurney (2e fois)
- 1973 : Irwin Caplan
- 1974 : Al Jaffee
- 1975 : Bill Kresse
- 1976 : Burne Hogarth
- 1982 : Irwin Caplan (2e fois)
- 1983 : Arnold Roth
- 1984 : Ronald Michaud (2e fois)
- 1985 : Arnold Roth (2e fois)

### Prix de l'animation
Nommé « Animation Award » en anglais, ce prix instauré en 1958, et brièvement nommé « Electronic Media Award » en 1990-91, est scindé à partir de 1996 entre film d'animation (« Feature Animation Award », « F » dans le tableau) et téléfilm ou série télévisée d'animation (« Television Animation Award », « T » dans le tableau). En 2020, une troisième catégorie est introduite pour les dessins animés en ligne (« Online Animation Award », « O » dans le tableau). En 2022, les trois catégories sont fusionnées en une seule, comme avant 1996 (« Art for Animated Media »). Le prix n'est plus remis depuis lors.
| Année    | Auteur                       | Œuvre                                                    |
| -------- | ---------------------------- | -------------------------------------------------------- |
| 1958     | Walt Disney                  |                                                          |
| 1959     | Paul Terry                   |                                                          |
| 1961     | Bill Hanna                   |                                                          |
| 1961     | Joe Barbera                  |                                                          |
| 1962     | Walt Disney                  |                                                          |
| 1964     | Walt Disney                  |                                                          |
| 1973     | / Bill Meléndez              |                                                          |
| 1974     | Johnny Hart                  |                                                          |
| 1975     | Jim Logan                    |                                                          |
| 1976     | Isadore Klein                |                                                          |
| 1977     | Howard Beckerman             |                                                          |
| 1978     | / Sergio Aragonés            |                                                          |
| 1979     | Ralph Bakshi                 |                                                          |
| 1980     | Hilda Terry                  |                                                          |
| 1981     | Selby Kelly                  |                                                          |
| 1982     | Selby Kelly                  |                                                          |
| 1983     | / Bill Meléndez              |                                                          |
| 1984     | Howard Beckerman             |                                                          |
| 1985     | Nancy Beiman                 |                                                          |
| 1986     | Chuck Jones                  |                                                          |
| 1987     | Chuck Jones                  |                                                          |
| 1988     | Chuck Jones                  |                                                          |
| 1989     | / Bill Meléndez              |                                                          |
| 1990     | Chuck Jones                  |                                                          |
| 1991     | Chuck Jones                  |                                                          |
| 1992     | Glen Keane                   | La Belle et la Bête                                      |
| 1993     | Eric Goldberg                | Aladdin                                                  |
| 1994     | Tim Burton                   | L'Étrange Noël de monsieur Jack                          |
| 1995     | David Silverman              | Les Simpson                                              |
| 1996 (F) | Joe Grant                    | Pocahontas                                               |
| 1996 (T) | Bruce Timm                   | Batman                                                   |
| 1997 (F) | Mark Miller et son équipe    | Mars Attacks!                                            |
| 1997 (T) | Everett Peck                 | Duckman                                                  |
| 1998 (F) | Nik Ranieri                  | Hercule                                                  |
| 1998 (T) | David Feiss                  | Cléo et Chico                                            |
| 1999 (F) | Chen-Yi Chang                | Mulan                                                    |
| 1999 (T) | Danny Antonucci              | Cartoon Sushi (en)                                       |
| 2000 (F) | Brad Bird                    | Le Géant de fer                                          |
| 2000 (T) | Rich Moore                   | Futurama                                                 |
| 2001 (F) | Eric Goldberg                | Fantasia 2000 : Rhapsody in Blue                         |
| 2001 (T) | Gary Baseman                 | Teacher's Pet (en)                                       |
| 2002 (F) | Pete Docter                  | Monstres et Cie                                          |
| 2002 (T) | Chris Reccardi               | Samouraï Jack                                            |
| 2002 (T) | Lynn Naylor                  | Samouraï Jack                                            |
| 2003 (F) | Chris Sanders                | Lilo et Stitch                                           |
| 2003 (T) | Stephen Hillenburg           | Bob l'éponge                                             |
| 2004 (F) | Andrew Stanton               | Le Monde de Nemo                                         |
| 2004 (T) | Paul Rudish                  | Les Supers Nanas, Samouraï Jack et Star Wars: Clone Wars |
| 2005 (F) | Brad Bird                    | Les Indestructibles                                      |
| 2005 (T) | Craig McCracken              | Foster, la maison des amis imaginaires                   |
| 2006 (F) | Nick Park                    | Wallace et Gromit : Le Mystère du lapin-garou            |
| 2006 (T) | David Silmerman              | Les Simpson                                              |
| 2007 (F) | Carter Goodrich              | Les Rebelles de la forêt                                 |
| 2007 (T) | Craig McCracken              | Foster, la maison des amis imaginaires                   |
| 2008 (F) | David Silverman              | Les Simpson, le film                                     |
| 2008 (T) | Stephen Silver (en)          | Kim Possible                                             |
| 2009 (F) | Nicolas Marlet               | Kung Fu Panda (conception des personnages)               |
| 2009 (T) | Jorge Gutiérrez              | El Tigre : Les Aventures de Manny Riviera                |
| 2009 (T) | Sandra Equihua (en)          | El Tigre : Les Aventures de Manny Riviera                |
| 2010 (F) | Ronnie del Carmen            | Là-haut (story-board)                                    |
| 2010 (T) | Seth MacFarlane              | Les Griffin                                              |
| 2011 (F) | Nicolat Marlet               | Dragons (conception des personnages)                     |
| 2011 (T) | Dave Filoni                  | Star Wars: The Clone Wars (supervision)                  |
| 2012 (F) | Mark McCreery                | Rango (conception des personnages)                       |
| 2012 (T) | Eric Wiese (en)              | Super Bizz                                               |
| 2013 (F) | Joann Sfar                   | Le Chat du rabbin                                        |
| 2013 (T) | Rich Webber                  | DC Nation (en)                                           |
| 2014 (F) | Hayao Miyazaki               | Le vent se lève                                          |
| 2014 (T) | Paul Rudish                  | Courts-métrages Mickey Mouse de Disney Channel           |
| 2015 (F) | Tomm Moore                   | Le Chant de la mer                                       |
| 2015 (T) | Patrick McHale               | La Forêt de l'Étrange                                    |
| 2016 (F) | Steve Martino                | Snoopy et les Peanuts, le film                           |
| 2016 (T) | Drew Hodges                  | Tumble Leaf                                              |
| 2017 (F) | Cory Loftis                  | Zootopia (direction artistique)                          |
| 2017 (T) | Chris Savino                 | Bienvenue chez les Loud                                  |
| 2018 (F) | Lee Unkrich                  | Coco (réalisation)                                       |
| 2018 (F) | Adrian Molina                | Coco (réalisation)                                       |
| 2018 (T) | Alan Bodner                  | Raiponce, la série (direction artistique)                |
| 2019 (F) | Justin K. Thompson           | Spider-Man: New Generation                               |
| 2019 (T) | Chris Mitchell               | The Adventures of Rocky and Bullwinkle                   |
| 2019 (T) | Keiko Murayama               | The Adventures of Rocky and Bullwinkle                   |
| 2020 (F) | Nelson Lowry                 | Monsieur Link                                            |
| 2020 (F) | Santiago Montel              |                                                          |
| 2020 (F) | Trevor Dalmer                |                                                          |
| 2020 (T) | Genndy Tartakovsky           | Primal                                                   |
| 2020 (O) | Joe Bluhm                    | Pinocchio : A Modern Retelling                           |
| 2021 (F) | Maria Pareja                 | Le Peuple Loup                                           |
| 2021 (T) | Genndy Tartakovsky (2e fois) | Primal (2e fois)                                         |
| 2021 (O) | Sammy Moore                  | Brawl Stars: Barley's Bar and Piper's Sugar and Spice    |
| 2021 (O) | Even Stenhouse               |                                                          |
| 2022     | Linsey Olivares              |                                                          |

### Prix du dessin humoristique sportif
Nommé « Sports Cartoons Award » en anglais, ce prix est décerné de 1958 à 1994.
- 1958-63 : Willard Mullin
- 1964 : Lou Darvas
- 1965-66 : Willard Mullin (7e et 8e fois)
- 1967 : Bruce Stark
- 1968 : Lou Darvas (2e fois)
- 1969-71 : Bill Gallo
- 1972 : Karl Hubenthal
- 1973-74 : Bill Gallo (4e et 5e fois)
- 1975 : Murray Olderman
- 1976 : Bruce Stark (2e fois)
- 1977-78 : Arnold Roth
- 1979 : Murray Olderman (2e fois)
- 1980-81 : Karl Hubenthal (2e et 3e fois)
- 1982 : Eddie Germano
- 1983 : Karl Hubenthal (4e fois)
- 1984-86 : Bill Gallo (6e, 7e et 8e fois)
- 1987 : Bill Hinds
- 1988 : Bill Gallo (9e fois) et Paul Szep
- 1989 : Bill Gallo (10e fois)
- 1992 : Pierre Bellocq
- 1993 : Eddie Germano (2e fois)
- 1994 : Drew Litton

### Prix du comic strip
Nommé « Newspaper Strip Award » en anglais, ce prix est décerné depuis 1958. De 1961 à 1989, comic strips humoristiques (Humor, « H » dans le tableau) et comic strip à suivre (Story, « S » dans le tableau) ont été distingués. En 1989 et 1990 le prix du « Panel Strip » a été brièvement fusionné au prix du comic strip. Dik Browne et John Cullen Murphy sont les auteurs les plus récompensés avec six prix, tandis que les séries les plus primées sont Gasoline Alley et Prince Vaillant, avec sept récompenses.
| Année    | Auteur récompensé  | Œuvre distingué                       |
| -------- | ------------------ | ------------------------------------- |
| 1958     | Gus Arriola        | Gordo                                 |
| 1958     | Frank King         | Gasoline Alley                        |
| 1959     | Martin Branner     | Bicot                                 |
| 1960     | Dik Browne         | Hi and Lois                           |
| 1961 (H) | Dik Browne         | Hi and Lois                           |
| 1961 (S) | Leonard Starr      | Mary Perkins, On Stage                |
| 1962 (H) | Ernie Bushmiller   | Nancy                                 |
| 1962 (S) | Irwin Hasen        | Dondi                                 |
| 1963 (H) | Charles M. Schulz  | Peanuts                               |
| 1963 (S) | Irwin Hasen        | Dondi                                 |
| 1964 (H) | Fred Lasswell      | Barney Google                         |
| 1964 (S) | Leonard Starr      | Mary Perkins, On Stage                |
| 1965 (H) | Frank O'Neal       | Short Ribs                            |
| 1965 (S) | Hal Foster         | Prince Vaillant                       |
| 1966 (H) | Gus Arriola        | Gordo                                 |
| 1966 (S) | Roy Crane          | Buz Sawyer                            |
| 1967 (H) | Mort Walker        | Beetle Bailey                         |
| 1967 (S) | John Prentice      | Rip Kirby                             |
| 1968 (H) | Johnny Hart        | B. C.                                 |
| 1968 (S) | John Prentice      | Rip Kirby                             |
| 1969 (H) | Al Smith           | Mutt and Jeff                         |
| 1969 (S) | Alex Kotzky        | Apartment 3-G                         |
| 1970 (H) | Mort Walker        | Beetle Bailey                         |
| 1970 (S) | Stan Drake         | Juliette de mon cœur                  |
| 1971 (H) | Bud Blake          | Tiger                                 |
| 1971 (S) | Stan Drake         | Juliette de mon cœur                  |
| 1972 (H) | Brant Parker       | Le Magicien d'Id                      |
| 1972 (S) | John Cullen Murphy | Big Ben Bolt                          |
| 1972 (S) | John Cullen Murphy | Prince Vaillant                       |
| 1973 (H) | Dik Browne         | Hi and Lois                           |
| 1973 (S) | Stan Drake         | Juliette de mon cœur                  |
| 1974 (H) | Mell Lazarus       | Miss Peach                            |
| 1974 (S) | Dick Moores        | Gasoline Alley                        |
| 1975 (H) | Reg Smythe         | Andy Capp                             |
| 1975 (S) | John Cullen Murphy | Prince Vaillant                       |
| 1976 (H) | Russell Myers      | Broom-Hilda                           |
| 1976 (S) | Dale Messick       | Brenda Starr, Reporter                |
| 1977 (H) | Brant Parker       | Le Magicien d'Id                      |
| 1977 (S) | John Cullen Murphy | Prince Vaillant                       |
| 1978 (H) | Dik Browne         | Hi and Lois                           |
| 1978 (S) | Gil Kane           | Star Hawks                            |
| 1979 (H) | Bud Blake          | Tiger                                 |
| 1979 (S) | John Cullen Murphy | Prince Vaillant                       |
| 1980 (H) | Mell Lazarus       | Miss Peach                            |
| 1980 (S) | Milton Caniff      | Steve Canyon                          |
| 1981 (H) | Brant Parker       | Le Magicien d'Id                      |
| 1981 (S) | Dick Moores        | Gasoline Alley                        |
| 1982 (H) | Jim Davis          | Garfield                              |
| 1982 (S) | Dick Moores        | Gasoline Alley                        |
| 1983 (H) | Brant Parker       | Le Magicien d'Id                      |
| 1983 (S) | Dick Moores        | Gasoline Alley                        |
| 1984 (H) | Brant Parker       | Le Magicien d'Id                      |
| 1984 (S) | Leonard Starr      | Little Orphan Annie                   |
| 1985 (H) | Dik Browne         | Hägar Dünor                           |
| 1985 (S) | John Cullen Murphy | Prince Vaillant                       |
| 1986 (H) | Jim Davis          | Garfield                              |
| 1986 (S) | Dick Moores        | Gasoline Alley                        |
| 1987 (H) | Dik Browne         | Hägar Dünor                           |
| 1987 (S) | John Prentice      | Rip Kirby                             |
| 1988 (H) | Art Sansom         | The Born Loser                        |
| 1988 (H) | Chip Sansom        | The Born Loser                        |
| 1988 (S) | John Cullen Murphy | Prince Vaillant                       |
| 1989 (H) | Bill Watterson     | Calvin et Hobbes                      |
| 1989 (S) | Jim Scancarelli    | Gasoline Alley                        |
| 1990     | Johnny Hart        | B. C.                                 |
| 1991     | Art Sansom         | The Born Loser                        |
| 1991     | Chip Sansom        | The Born Loser                        |
| 1992     | Lynn Johnston      | For Better or For Worse               |
| 1993     | Wiley Miller       | Non Sequitur                          |
| 1994     | Bud Grace          | Ernie                                 |
| 1995     | Garry Trudeau      | Doonesbury                            |
| 1996     | Rick Kirkman       | Bébé Blues                            |
| 1997     | Patrick McDonnell  | Mutts                                 |
| 1998     | Scott Adams        | Dilbert                               |
| 1999     | Jerry Scott        | Zits                                  |
| 1999     | Jim Borgman        | Zits                                  |
| 2000     | Jerry Scott        | Zits                                  |
| 2000     | Jim Borgman        | Zits                                  |
| 2001     | Bud Blake          | Tiger                                 |
| 2002     | Brian Crane        | Pickles                               |
| 2003     | Darby Conley       | Get Fuzzy                             |
| 2004     | Stephan Pastis     | Pearls Before Swine                   |
| 2005     | Glenn McCoy        | The Duplex                            |
| 2006     | Brooke McEldowney  | 9 Chickweed Lane                      |
| 2007     | Stephan Pastis     | Pearls Before Swine                   |
| 2008     | Jim Meddick        | Monty                                 |
| 2009     | Mark Tatulli       | Liō                                   |
| 2010     | Jim Borgman        | Zits                                  |
| 2010     | Jerry Scott        | Zits                                  |
| 2011     | Jeff Parker        | Dustin                                |
| 2011     | Steve Kelley       | Dustin                                |
| 2012     | Glenn McCoy        | The Duplex                            |
| 2013     | Brian Basset       | Red and Rover                         |
| 2014     | Isabella Bannerman | Six Chix                              |
| 2015     | Stephan Pastis     | Pearls Before Swine                   |
| 2016     | Terri Libenson     | The Pajama Diaries                    |
| 2017     | Jeff Parker        | Dustin                                |
| 2017     | Steve Kelley       | Dustin                                |
| 2018     | Mike Peters        | Grimmy                                |
| 2019     | Will Henry         | Wallace the Brave (en)                |
| 2020     | Brian Crane        | Pickles                               |
| 2021     | Ricardo Siri       | Macanudo                              |
| 2022     | John Hambrock      | The Brilliant Mind of Edison Lee (en) |
| 2023     | Will Henry         | Wallace the Brave                     |
| 2024     | Tauhid Bondia      | Crabgrass                             |

### Prix de la rubrique spéciale
Nommé « Special Features Award » en anglais, ce prix a été décerné de 1966 à 1989. Il servait à distinguer une production qui ne rentrait dans aucune autre catégorie.
- 1966 : Jerry Robinson, pour Flubs and Fluffs
- 1967-68 : Hal Foster, pour Prince Vaillant
- 1969 : Bruce Stark, pour Stark Impressions
- 1970 : Chon Day, pour Brother Sebastian
- 1971 : Jim Berry, pour Berry's World
- 1972 : Al Jaffee, pour ses pliages proposés dan Mad
- 1973 : Jim Berry (2e fois), pour Berry at the Democratic Convention
- 1974 : Frank Fogarty, pour Illuminated Scrolls
- 1975 : Burne Hogarth (3e fois), pour Jungle Tales of Tarzan
- 1976 : Al Jaffee (2e fois), pour Snappy Answers to Stupid Questions
- 1977 : Bil Keane, pour Channel Chuckles
- 1978 : Sergio Aragones, pour ses travaux dans Mad
- 1979 : Jud Hurd, pour Health Capsules
- 1980 : Arnold Roth, pour ses illustrations humoristiques
- 1981 : Sam Norkin, pour ses caricatures de théâtre
- 1982-83 : Don Martin, pour ses travaux dans Mad
- 1984 : Al Kilgore, pour Elvis. The Paper Doll Book
- 1985 : Kevin McVey, pour ses caricatures de théâtre
- 1986-89 : Mort Drucker, pour ses travaux dans Mad

### Prix de l'illustration publicitaire
Nommé « Advertising and Product Illustration Award » en anglais depuis 1992, ce prix est issu celui « de la publicité et de l'illustration » instauré en 1957 et qui récompensait tout type d'illustration, publicitaire ou non. De 1977 à 1982, les illustrations non publicitaires ont été séparées une première fois et le prix s'est appelé « Prix de la publicité » (« Advertising Award »). De 1982 à 1985, le prix est revenu à sa formule originale, avant d'être de nouveau scindé, cette fois définitivement, en 1986. En 1989-1990, il s'est appelé en anglais « Commercial Award ».
- 1977 : Mike Berry
- 1978 : Charles Saxon
- 1979 : Roy Doty (2e fois[1])
- 1980 : Mischa Richter
- 1981 : Jack Davis
- 1986 : Arnold Roth (3e fois[1])
- 1987 : Ronald Searle (3e fois[1])
- 1988 : Ronald Searle (4e fois[1])
- 1989 : Bob Bindig
- 1990 : Roy Doty (4e fois[1])
- 1991 : Steve Duquette
- 1992 : W. B. Park
- 1993 : Daryl Cagle
- 1994 : Edward Sorel
- 1995 : Jerry Buckley
- 1996 : Jack Pittman
- 1997 : Roy Doty (5e fois[1])
- 1998 : B. B. Sams
- 1999 : Jack Pittman (2e fois)
- 2000 : Craig McKay (en)
- 2001 : Craig McKay pour les postes de la chambre de commerce de Cincinnati
- 2002 : Pat Byrnes
- 2003 : Jim Hummel
- 2004 : Tom Richmond
- 2005 : Mike Lester
- 2006 : Roy Doty (6e fois[1])
- 2007 : Tom Richmond (2e fois)
- 2008 : Tom Richmond (3e fois)
- 2009 : Craig McKay (2e fois)
- 2010 : Steve Brodner
- 2011 : Dave Whamond
- 2012 : Nick Galifianakis
- 2013 : Ed Steckley
- 2014 : Rich Powell
- 2015 : Ed Steckley (2e fois)
- 2016 : Anton Emdin
- 2017 : Luke McGarry
- 2018 : Dave Whamond (2e fois)
- 2019 : James E. Lyle
- 2020 : Luke McGarry (2e fois)
- 2021 : Luke McGarry (3e fois)
- 2022 : Johnny Sampson
- 2023 : Dave Whamond (3e fois)
- 2024 : Chuck Dillon

### Prix de l'illustration de journal et de magazine
Ce prix est apparu en 1977 sous le nom d'« Illustration Award » par scission du « prix de la publicité et de l'illustration ». De 1983 à 1987 les deux prix ont de nouveau été fusionnées. Redevenu indépendant en 1988 le prix qui récompense alors n'importe quel type d'illustration s'appelle « Magazine and Book Illustration » jusqu'en 1999 puis simplement « Magazine Illustration » à la suite de l'apparition du prix concernant l'illustration de livre en 2000. En 2003, le prix prend le nom « Prix de la rubrique et de l'illustration de magazine » (« Magazine Feature and Magazine Illustration Award »). À partir de 2019, il est fusionné avec le prix d'illustration de journal et prend le nom de « Prix d'illustration de journal et de magazine » (« Newspaper & Magazine Illustration Award »).
- 1977 : Arnold Roth
- 1978-79 : Harry Devlin
- 1980 : Arnold Roth (2e fois)
- 1981 : Ronald Searle
- 1982 : Arnold Roth (3e fois)
- 1987-89 : Arnold Roth (4e, 5e et 6e fois)
- 1990 :  Sergio Aragonés
- 1991 : Harry Devlin (3e fois)
- 1992 : Patrick McDonnell
- 1993 : Burne Hogarth
- 1994 : Hal Mayforth
- 1995 : Rick Geary
- 1996 : Richard Thompson
- 1997 : Doug Cushman
- 1998-99 : Guy Gilchrist
- 2000 : Kevin Rechin
- 2001 : Peter de Séve
- 2002 : Mark Brewer
- 2003 : C. F. Payne
- 2004 : Hermann Meija
- 2005 : Jack Pittman
- 2006 : C. F. Payne (2e fois)
- 2007 : Steve Brodner
- 2008 : Daryll Collins
- 2009 : Sam Viviano
- 2010 : Ray Alma
- 2011 : Anton Emdin
- 2012 : Edward Sorel
- 2013 : Anton Emdin
- 2014 : Dave Whamond
- 2015 : Tom Richmond
- 2016 : Anton Emdin
- 2017 : Jon Adams
- 2018 : Peter Kuper
- 2019 : Tom Bunk
- 2020 : Tom Richmond (2e fois)
- 2021 : Peter Kuper (2e fois)
- 2022 : Nick Galifianakis
- 2023 : Nick Galifianakis (2e fois)
- 2024 : Nick Galifianakis (3e fois)

### Prix de la carte de vœux
Nommé « Greeting Card Award » en anglais, ce prix est décerné depuis 1992.
- 1992 : Patrick McDonnell
- 1993 : Sandra Boynton
- 1994 : W. B. Park
- 1995 : Roy Doty
- 1996 : Rick Stromoski
- 1997 : Suzy Spafford
- 1998 : Dave Coverly
- 1999 : Rick Stromoski
- 2000 : Anne Gibbons
- 2001 : Bill Brewer
- 2002 : Oliver Christianson
- 2003-05 : Glenn McCoy
- 2006 : Gary McCoy
- 2007 : Carla Ventresca
- 2008 : Dave Mowder
- 2009 : Jem Sullivan
- 2010 : Debbie Tomasi
- 2011 : Jim Benton
- 2012 : Glenn McCoy (4e fois)
- 2013 : Jem Sullivan (2e fois)
- 2014 : Mark Parisi
- 2015 : Glenn McCoy (5e fois)
- 2016 : Jim Benton (2e fois)
- 2017 : Debbie Tomasi (2e fois)
- 2019 : Maria Scrivan
- 2020 : Scott Nickel
- 2021 : Scott Nickel (2e fois)
- 2022 : Scott Jensen

### Prix de l'illustration de journal
Nommé « Newspaper Illustration Award » en anglais, ce prix est décerné de 1995 à 2018. À partir de 2019, il est fusionné avec le prix d'illustration de magazine.
- 1995 : Jerry Dowling
- 1996 : Richard Thompson
- 1997 : David Clark
- 1998 : Bob Staake
- 1999 : Grey Blackwell
- 2000 : Pierre Bellocq
- 2001 : Drew Friedman
- 2002 :  Prudencio Ma, Jr..
- 2003 : Steve McGarry
- 2004 : Bob Rich
- 2005 : Michael McParlane
- 2006 : Bob Rich
- 2007 : Laurie Triefeldt
- 2008 : Sean Kelly
- 2009 : Mark Marturello
- 2010 : Tom Richmond
- 2011 : Michael McParlane (2efois)
- 2012 : Bob Rich
- 2013-14 : Dave Whamond
- 2015-16 : Anton Emdin
- 2017 : David Rowe (), pour son travail dans l'Australian Financial Review
- 2018 : Dave Whamond (3e fois)

### Prix de l'illustration de livre
Nommé « Book Illustration Award » en anglais, ce prix est décerné depuis 2000.
- 2000 : T. Lewis
- 2001 : Mike Lester, pour A Is for Salad
- 2002 : Frank Cho
- 2003 : B. B. Sams
- 2004 : Chris Payne
- 2005 : Geefwee Boedoe
- 2006 : Ralph Steadman
- 2007 : Mike Lester (2e fois)
- 2008 : Sandra Boynton
- 2009 : Mike Lester (3e fois)
- 2010 : Dave Whamond
- 2011 : Mike Lester (4e fois), pour The Butt Book
- 2012 : John Rocco, pour Blackout
- 2013 : John Manders
- 2014 : William Joyce
- 2015 : Marla Frazee, pour The Farmer and the Clown
- 2016 : Sydney Smith, pour Sidewalk Flowers
- 2017 : Dave Whamond (2e fois)
- 2018 : Adam Rex (en), pour The Legend of Rock Paper Scissors
- 2019 : Rafael López (en), pour The Day you Begin
- 2020 : Stacy Curtis, pour Karate Kakapo
- 2021 : Janee Trasler, pour Frog Meets Dog, Goat in a Boat, Hog on a Log""
- 2022 : Stacy Curtis (2e fois), pour Penguin and Moose Brave the Night
- 2023 : Ed Steckley
- 2024 : Tom Richmond, pour Claptrap

### Prix de la bande dessinée en ligne
Ce prix, après une brève apparition de 2001 à 2003 sous le nom « New Media Award », est réapparu en 2012 sous le nom « Online Comic Strip Award ». Depuis 2013 les comic strips indépendants (« Short Form », « S » dans la liste) sont distingués des bandes dessinées en ligne à suivre (« Long Form », « L » dans la liste).
- 2001 : Bill Hinds
- 2002-03 : Mark Fiore
- 2012 : Jon Rosenberg, pour Scenes from a Multiverse
- 2013 (S) : Graham Harrop, pour Ten Cats
- 2013 (L) : Vince Dorse, pour Untold Tales of Bigfoot
- 2014 (S) : Ryan Pagelow, pour Buni
- 2014 (L) : Jeff Smith, pour Tuki. Save The Humans
- 2015 (S) : Danielle Corsetto, pour Girls with Slingshots
- 2015 (L) : Minna Sundberg, pour Stand Still, Stay Silent
- 2016 (S) : Dave Kellett, pour Sheldon
- 2016 (L) : Drew Weing, pour The Creepy Casefiles of Margo Maloo
- 2017 (S) : Ruben Bolling, pour Donald & John
- 2017 (L) : Ngozi Ukazu, pour OMG Check Please
- 2018 (S) : Gemma Correll
- 2018 (L) : John Allison, pour Bad Machinery (en)
- 2019 (S) : Dorothy Gambrell (en), pour Cat and Girl
- 2019 (L) : Yuko Ota et Ananth Hirsh, pour Barbarous (en)
- 2020 (S) : Jim Benton
- 2020 (L) : Alex Longstreth, pour Isle of Elsi
- 2021 (S) : Rosemary Mosco, pour Bird And Moon
- 2021 (L) : Tom Siddell, pour Gunnerkrigg Court
- 2022 (S) : Rich Powell, pour Wide Open!
- 2022 (L) : Dan Piraro, pour Peyote Cowboyf
- 2023 (S) : Rich Powell, pour Wide Open! (2e fois
- 2023 (L) : Phil Foglio, pour Girl Genius
- 2024 (S) : Sarah Andersen, pour Sarah's Scribbles
- 2024 (L) : Evan Dahm, pour 3rd Voice

### Prix du roman graphique
Nommé « Graphic Novel Award » en anglais, ce prix créé à partir du prix du comic book est décerné depuis 2010. Il récompense une bande dessinée n'ayant pas été pré-publiée sous forme de comic book.
| Année | Auteur             | Œuvre                                  |
| ----- | ------------------ | -------------------------------------- |
| 2010  | David Mazzucchelli | Asterios Polyp                         |
| 2011  | Joyce Farmer       | Vers la sortie                         |
| 2012  | Ben Katchor        | L'Odyssée d'une valise en carton       |
| 2013  | Chris Ware         | Building Stories                       |
| 2014  | Andrew C. Robinson | Le Cinquième Beatles                   |
| 2015  | Jules Feiffer      | Kill my Mother                         |
| 2016  | Ethan Young        | Nankin : La Cité en flammes            |
| 2017  | Rick Geary         | Black Dahlia                           |
| 2018  | Emil Ferris        | Moi, ce que j'aime, c'est les monstres |
| 2019  | Peter Kuper        | Kafkaesque                             |
| 2020  | Harmony Becker     | Nous étions les ennemis                |
| 2021  | Jared Cullum       | Kodi                                   |
| 2022  | Eric Powell        | Ed Gein : Autopsie d'un tueur en série |
| 2023  | Alex Ross          | Fantastic Four : Full Circle           |
| 2024  | Sarah Bollinger    | Malcolm and the Perfect Song           |

### Prix du divertissement
Décerné depuis 2019, le « Variety Entertainment Award » récompensé une publication régulière contenant des puzzles, jeux, activités, anecdotes, faits historiques, instructions, etc.
- 2019 : Dave Klüg
- 2020 : Joe Wos, pour Mazetoons
- 2021 : John Graziano, pour Ripley's Believe It or Not!
- 2022 : Bill Morrison, pour All You Nerd is Love: A Yellow Submarine Puzzle Book
- 2023 : Scott Nickel
- 2024 : Chuck Dillon, pour ses histoires dans Highlights for Children (en)

## Autres prix

### Té d'argent
Ce prix, nommé « Silver T-Square Award » en anglais, récompense des personnes « ayant fait preuve d'une dévotion ou ayant rendu des services extraordinaires à la Société ou à la profession ».
- 1949 : David Low
- 1950 : Carl Ed, Cliff Sterrett, Bud Fisher, Frank King et George McManus
- 1951 : Harry S. Truman, John W. Snyder, James T. Berryman et Martin Branner
- 1952 : Reg Manning
- 1954 : Ed Kuekes
- 1955 : Dwight D. Eisenhower, George M. Humphrey et Herbert Block
- 1957 : James Thurber, Gluyas Williams, Al Posen et John Pierotti
- 1958 : Harry Hershfield, Tom Little, Milton Caniff et Bob Dunn
- 1959 : Russell Patterson
- 1960 : Carl Rose et Bill Mauldin
- 1961 : Ben Roth (à titre posthume) et McGowan Miller
- 1962 : Mort Walker et Joe Musial
- 1963 : Edmund Valtman
- 1964 : Steve Douglas
- 1965 : Tom Gill et Vernon Greene
- 1968 : Al Smith
- 1970 : Otto Soglow, Irwin Hasen et Dick Ericson
- 1971 : Alfred Andriola et George Wunder
- 1972 : Dick Hodgins Sr. et Frank Fogarty
- 1973 : Walt Kelly, John Norment, Dave Pascal et Larry Katzman (trésorier de la fondation de la NCS)
- 1974 : Bill Crawford, John Fischetti et Jack Tippit
- 1975 : Isadore Klein et “Tack” Knight
- 1976 : Jack Rosen et Hal Foster
- 1977 : Al Kilgore
- 1978 : Bill Kresse, Paul Szep et Lyman Young
- 1979 : Bill Gallo, Jim Ruth et Hank Ketcham
- 1980 : Dick Hodgins, Jr., Sylvan Byck, Ed Mitchell et Jim Ivey
- 1981 : Buck Peters
- 1982 : John Cullen Murphy
- 1983 : George Wolfe
- 1984 : Sam Norkin
- 1987 : Lee Falk
- 1993 : Creig Flessel et Herb Jacoby
- 1994 : George Breisacher
- 1996 : Arnold et Caroline Roth
- 1997 : David Folkman et William Janocha
- 1998 : Tim Rosenthal
- 1999 : Joe Duffy
- 2001 : Mell Lazarus
- 2002 : Ted Goff et Frank Pauer (éditeur de la newsletter de la NCS The Cartoon!st)
- 2003 : Bil Keane et Joseph F. D'Angelo (ancien président de King Features Syndicate)
- 2004 : Jud Hurd et John McMeel (président d'Andrews McMeel)
- 2006 : Dick Locher
- 2007 : Joe et Luke McGarry (en)
- 2008 : Stu Rees
- 2009 :  James Kemsley (à titre posthume)
- 2010 : Jeff Bacon
- 2011 : Lucy Caswell (fondatrice du Billy Ireland Cartoon Library & Museum)
- 2012 : Steve McGarry
- 2013 : Lee Salem
- 2015 : Jeff Keane (en)
- 2016 : Bruce Higdon
- 2019 : Brendan Burford et Rick Stromoski (en)
- 2020 : John Glynn
- 2024 : Bryan Walker

### Té d'or
Ce prix, nommé « Gold T-Square Award » en anglais, récompense un auteur ayant 50 ans de carrière professionnelle. Il n'a été remis que trois fois.
- 1956 : Rube Goldberg
- 2000 : Mort Walker
- 2019 : Arnold Roth
- 2021 : Garry Trudeau
- 2024 : Bill Hinds (en)

### Prix Ace
Nommé « Ace (Amateur Cartoonist Extraordinary) Award » en anglais, ce prix récompense une personnalité qui a pensé à un moment de sa vie devenir auteur de bande dessinée avant de se consacrer à tout autre chose.
- 1962 : Arne Rhode
- 1963 : Carol Burnett
- 1964 : Hugh Hefner et Jonathan Winters
- 1965 : Chuck McCann
- 196? : Cliff Arquette
- 1968 : Jackie Gleason
- 1971 : Orson Bean
- 1973 : Bobby Day
- 1974 : Robert Lansing
- 1975 : Jane Powell
- 1976 : Rita Moreno
- 197? : Boyd Lewis
- 1980 : Linda Gialeanella
- 1981 : Ginger Rogers
- 1982 : Claire Trevor
- 1991 : John Updike
- 1992 : Al Roker (en)
- 1993 : Tom Wolfe
- 1994 : Pete Hamill
- 1997 : Denis Leary
- 2000 : Morley Safer
- 2014 : "Weird Al" Yankovic
- 2018 : Jake Tapper

### Prix d'honneur
Cet « Award of Honor » a été remis le 22 septembre 1965 en reconnaissance du rôle éducatif et propagandiste des cartoons aux personnalités suivantes :
- Général Omar Bradley
- Walter Cronkite
- John C. Daly
- John Cameron Swayze

### Prix de la personnalité sportive de l'année
- 1969 : Ralph Houk (en)
- 1971 : Gil Hodges
- 1972 : Jack Dempsey et Joan Whitney Payson (ex æquo)
- 1973 : Leroy « Satchel » Paige
- 1975 : Rocky Graziano et Monte Irvin (en)
- 197? : Casey Stengel
- 19?? : Pearl Bailey
- 19?? : Yogi Berra
- 19?? : Dave DeBusschere
- 19?? : Reggie Jackson
- 19?? : Willis Reed
- 1985 : Phil Rizzuto

### Prix Elzie Segar
Ce prix nommé en l'honneur du créateur de Popeye Elzie Segar récompensait un auteur ayant contribué « de manière unique et extraordinaire à la profession » de cartoonist. D'abord remis par le conseil d'administration de la NCS, il le fut ensuite par King Features Syndicate.
- 1972 : Milton Caniff
- 1973 : Otto Soglow
- 1974 : Dik Browne
- 1975 : Russell Patterson (en)
- 1976 : Bob Dunn
- 1977 : Bill Gallo
- 1978 : Mort Walker
- 1979 : Hal Foster
- 1980 : Al Capp (à titre posthume)
- 1981 : Charles M. Schulz
- 1982 : Johnny Hart
- 1983 : Bil Keane
- 1984 : John Cullen Murphy
- 1985 : Fred Lasswell
- 1986 : Jim Davis
- 1987 : Brant Parker
- 1988 : Mike Peters
- 1995 : Fred Lasswell
- 1996 : Tom Armstrong
- 2000 : Mort Walker

### Clef d'or / Temple de la renommée de la NCS
Ce prix, nommé « Gold Key » en anglais, donne accès au temple de la renommée des personnes ayant contribué de matière décisive au développement et/ou au fonctionnement de la NCS.
- 1978 : Hal Foster
- 1979 : Edwina Dumm
- 1980 : Raeburn Van Buren et Herblock
- 1981 : Rube Goldberg (à titre posthume)
- 1982 : Milton Caniff
- 2001 : Arnold Roth
- 2006 : Larry Katzman (trésorier de la fondation de la NCS)
- 2007 : Mort Walker
- 2012 : Stan Goldberg (en)
- 2014 : Bunny Hoest-Carpenter et John Reiner
- 2021 : Mort Gerberg
- 2024 : Russell Myers

### Prix Milton Caniff
Ce prix, nommé « Milton Caniff Lifetime Achievement Award » en anglais, récompense un dessinateur ou une personnalité pour l'ensemble de sa carrière. Il est attribué par vote unanime du conseil d'administration de la NCS.
- 1995 : Harry Devlin (en) et Will Eisner
- 1996 : Al Hirschfeld
- 1997 : Jack Davis
- 1998 : Dale Messick
- 1999 : Bill Gallo
- 2000 : Charles M. Schulz
- 2003 : Jerry Robinson
- 2004 : Morrie Turner
- 2005 : Jules Feiffer
- 2006 : Gahan Wilson
- 2007 : Ralph Steadman
- 2008 : Sandra Boynton (en)
- 2009 : Frank Frazetta
- 2010 : Joe Kubert et George Booth (en)
- 2011 : R. O. Blechman (en)
- 2013 : Brad Anderson
- 2014 : Russ Heath
- 2016 : Paul Coker (en)
- 2017 : Lynda Barry
- 2018 : Floyd Norman